# Thỏa thuận Paris về khí hậu
Thỏa thuận Paris về khí hậu là một điều ước quốc tế về biến đổi khí hậu được ký kết vào năm 2016, quy định về việc giảm thiểu biến đổi khí hậu, thích ứng với biến đổi khí hậu và tài chính khí hậu. Thỏa thuận Paris được 196 quốc gia đàm phán tại Hội nghị Liên Hợp Quốc về Biến đổi Khí hậu 2015 tại Paris, Pháp. Tính đến tháng 2 năm 2023, 195 thành viên Công ước khung của Liên Hợp Quốc về Biến đổi khí hậu (UNFCCC) đã tham gia Thỏa thuận Paris. Trong số ba quốc gia thành viên UNFCCC chưa phê chuẩn thỏa thuận, quốc gia phát thải lớn duy nhất là Iran. Hoa Kỳ rút khỏi Thỏa thuận Paris vào năm 2020 nhưng gia nhập lại vào năm 2021.
Mục tiêu dài hạn của Thỏa thuận Paris là giữ mức tăng nhiệt độ bề mặt toàn cầu ở dưới 2 °C (3,6 °F) so với thời kỳ trước Cách mạng Công nghiệp. Thỏa thuận cũng nêu rõ rằng kịch bản tốt nhất là tăng nhiệt độ dưới 1,5 °C (2,7 °F). Nhiệt độ tăng càng thấp thì tác động của biến đổi khí hậu càng nhỏ. Để đạt được mục tiêu này, phải giảm phát thải khí nhà kính càng sớm càng tốt và càng nhiều càng tốt, thậm chí phải đạt được phát thải ròng bằng 0 vào giữa thế kỷ 21. Để giữ mức ấm lên toàn cầu dưới 1,5 °C, phải giảm phát thải khoảng 50% vào năm 2030. Con số này dựa trên các đóng góp của mỗi quốc gia.
Thỏa thuận này nhằm mục đích giúp các quốc gia thích ứng với tác động của biến đổi khí hậu và huy động tài chính khí hậu. Mỗi quốc gia phải xác định, lập kế hoạch và báo cáo thường xuyên về đóng góp của mình. Không có cơ chế nào buộc một quốc gia phải đặt ra mục tiêu giảm phát thải cụ thể nhưng mỗi mục tiêu phải hơn mục tiêu trước đó. Khác với Nghị định thư Kyoto năm 1997, Thỏa thuận Paris không phân biệt giữa các nước phát triển và đang phát triển, các nước đang phát triển cũng phải đệ trình kế hoạch giảm phát thải.
Thỏa thuận Paris được mở để ký vào ngày 22 tháng 4 năm 2016 (Ngày Trái Đất) tại một buổi lễ bên trong Trụ sở Liên Hợp Quốc ở Thành phố New York. Sau khi được Liên minh châu Âu phê chuẩn, thỏa thuận có đủ số quốc gia chiếm đủ lượng phát thải khí nhà kính toàn cầu phê chuẩn thỏa thuận để có hiệu lực vào ngày 4 tháng 11 năm 2016.
Thỏa thuận Paris được các lãnh đạo thế giới ca ngợi nhưng bị một số nhà bảo vệ môi trường và nhà phân tích chỉ trích là chưa đủ. Hiệu quả của thỏa thuận là một chủ đề tranh luận. Tuy các cam kết ban đầu của các quốc gia không đủ để đạt được các mục tiêu của thỏa thuận nhưng có cơ chế đánh giá nỗ lực toàn cầu để tăng cường đóng góp của mỗi quốc gia. Thỏa thuận Paris được viện dẫn trong các vụ kiện về biến đổi khí hậu để buộc một số quốc gia và một công ty dầu mỏ phải tăng cường hành động ứng phó với biến đổi khí hậu.

## Mục tiêu
Điều 2 quy định mục tiêu của thỏa thuận là củng cố việc ứng phó trước mối đe dọa của biến đổi khí hậu và tăng cường việc thực hiện Công ước khung của Liên Hợp Quốc về Biến đổi khí hậu bằng cách:
(a) Giữ nhiệt độ trung bình toàn cầu tăng so với thời kỳ tiền công nghiệp ở mức thấp hơn đáng kể so với 2°C và nỗ lực để giới hạn mức tăng nhiệt độ đến 1.5°C so với thời kỳ tiền công nghiệp, với nhận thức rằng điều này sẽ giúp giảm đáng kể rủi ro và tác động của biến đổi khí hậu; và
(b) Tăng khả năng thích ứng với tác động xấu của biến đổi khí hậu và thúc đẩy thích nghi khí hậu và phát triển phát thải thấp theo phương thức không gây ảnh hưởng tới sản xuất lương thực;
(c) Điều chỉnh dòng tài chính phù hợp với lộ trình phát triển phát thải thấp và thích nghi khí hậu.

Các bên tham gia thỏa thuận nỗ lực để "đạt đỉnh phát thải khí nhà kính toàn cầu càng sớm càng tối".

## Phát triển

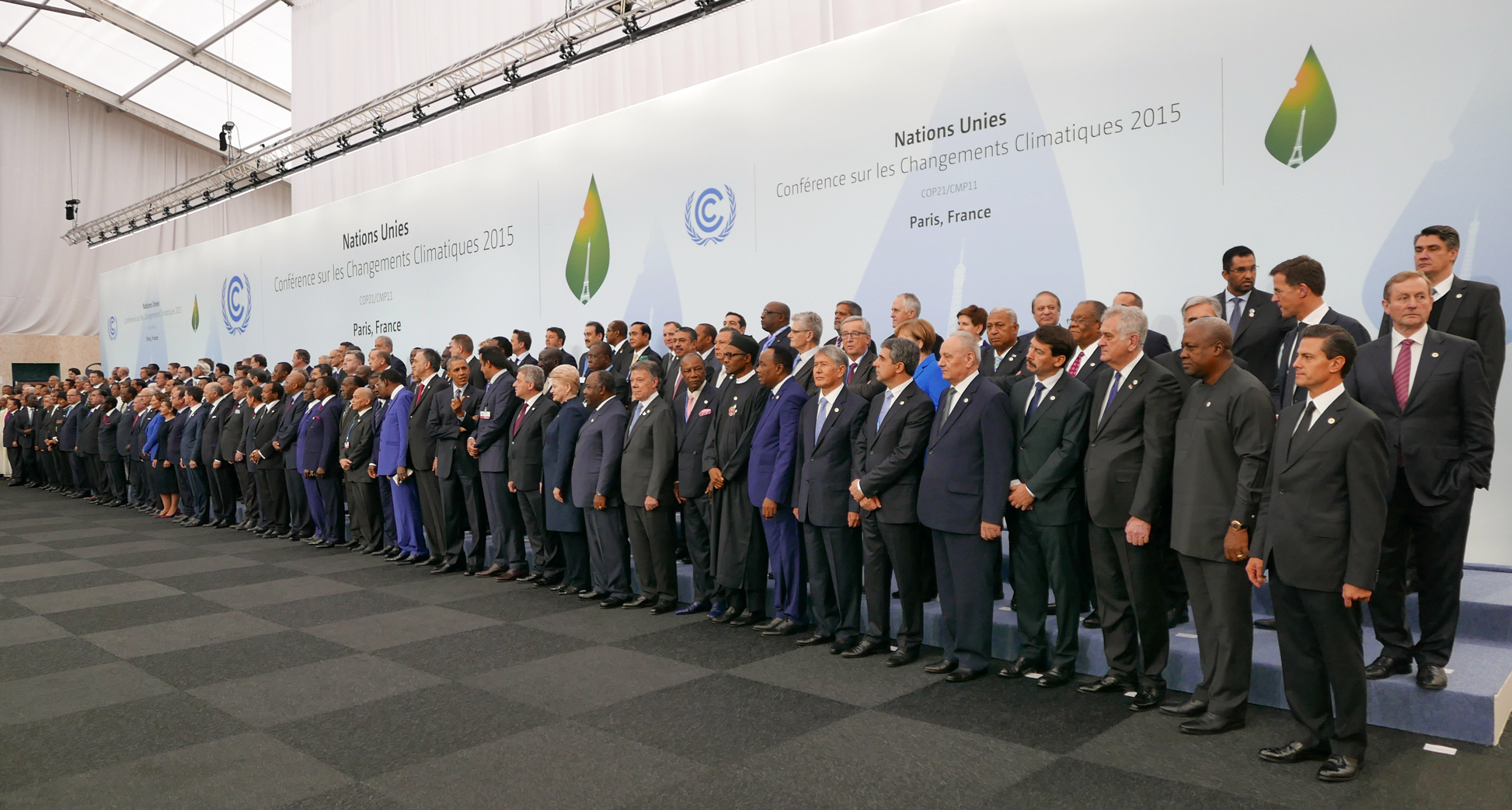
Trưởng các phái đoàn ở Hội nghị Liên Hợp Quốc về Biến đổi khí hậu 2015 tại Paris

### Bối cảnh
Năm 1992, Công ước khung của Liên Hợp Quốc về Biến đổi khí hậu (UNFCCC) được thông qua tại Hội nghị Thượng đỉnh Trái Đất, là một trong những điều ước quốc tế đầu tiên về biến đổi khí hậu. Là nền tảng cho những thỏa thuận khí hậu về sau, công ước quy định các bên tham gia công ước phải họp thường xuyên để giải quyết vấn đề biến đổi khí hậu tại Hội nghị COP.
Nghị định thư Kyoto năm 1997 quy định việc cắt giảm khí nhà kính đối với một số quốc gia nhất định từ năm 2008 đến năm 2012 và được gia hạn đến năm 2020 thông qua Tu chính án Doha. Hoa Kỳ không phê chuẩn Nghị định thư Kyoto vì không muốn bị ràng buộc về mặt pháp lý. Quyết định này cùng với xung đột phân phối dẫn đến thất bại của các cuộc đàm phán quốc tế về khí hậu sau này. Hội nghị Liên Hợp Quốc về Biến đổi Khí hậu 2009 không thông qua được một hiệp ước kế thừa Nghị định thư Kyoto; kết quả duy nhất của hội nghị là Hiệp định Copenhagen, một văn bản không ràng buộc về mặt pháp lý và không được quốc tế chấp thuận.
Tuy nhiên, Hiệp định Copenhagen đặt ra khuôn khổ cho cách tiếp cận từ dưới lên của Thỏa thuận Paris. Quá trình đàm phán lấy lại đà dưới sự lãnh đạo của thư ký điều hành UNFCCC Christiana Figueres. Tại Hội nghị Liên Hợp Quốc về Biến đổi Khí hậu 2011, Thỏa thuận Durban được thông qua, các bên đồng ý đàm phán thành lập một văn bản pháp lý về giảm thiểu biến đổi khí hậu từ năm 2020. Các bên tham gia Thỏa thuận Durban phải tiếp thu Báo cáo đánh giá thứ năm của Ủy ban Liên chính phủ về Biến đổi Khí hậu (IPCC) và các cơ quan trực thuộc UNFCCC.

### Đàm phán và thông qua
Quá trình đàm phán ở Paris diễn ra trong hai tuần và tiếp tục xuyên đêm trong ba ngày cuối. Nhiều dự thảo và đề xuất đã được thảo luận và chỉnh lý trong năm trước. Một nhà bình luận cho biết chủ nhà Pháp tăng khả năng hội nghị thành công bằng cách: đảm bảo rằng mỗi quốc gia hoàn thành đóng góp do quốc gia tự quyết định dự định của mình trước khi bắt đầu đàm phán và chỉ mời các nhà lãnh đạo tham dự phần đầu của hội nghị.
Cuộc đàm phán gần như thất bại khi bên Hoa Kỳ phản đối vào phút cuối rằng từ "sẽ" (shall) đã được chấp thuận thay vì từ "nên" (should), tức là các nước phát triển có nghĩa vụ pháp lý phải giảm phát thải: Pháp giải quyết vấn đề bằng cách ghi nhận từ "sẽ" là "lỗi đánh máy". Ngày 12 tháng 12 năm 2015, Thỏa thuận Paris được thông qua với sự đồng thuận của Liên minh châu Âu và 195 quốc gia thành viên tham gia UNFCCC. Nicaragua cho biết họ muốn phản đối việc thông qua vì những điểm yếu kém của thỏa thuận nhưng không được phép. Các thành viên tham gia thỏa thuận cam kết sẽ giảm phát thải carbon "càng sớm càng tốt" và nỗ lực giữ mức ấm lên toàn cầu "dưới 2 °C".

### Ký và đưa vào hiệu lực
Thỏa thuận Paris được mở để các quốc gia và tổ chức hội nhập kinh tế khu vực là bên tham gia UNFCCC ký từ ngày 22 tháng 4 năm 2016 đến ngày 21 tháng 4 năm 2017 tại Trụ sở Liên Hợp Quốc ở Thành phố New York, là bước đầu tiên hướng tới việc phê chuẩn nhưng một bên có thể tham gia thỏa thuận mà không phải ký. Các bên tham gia thỏa thuận không được hành động trái với mục tiêu của thỏa thuận. Ngày 1 tháng 4 năm 2016, Hoa Kỳ và Trung Quốc, hai quốc gia chiếm gần 40% lượng phát thải toàn cầu, xác nhận sẽ ký Thỏa thuận Paris. Thỏa thuận Paris được 175 bên (174 quốc gia và Liên minh châu Âu) ký vào ngày đầu tiên. Tính đến tháng 3 năm 2021, 194 quốc gia và Liên minh Châu Âu đã ký kết thỏa thuận.

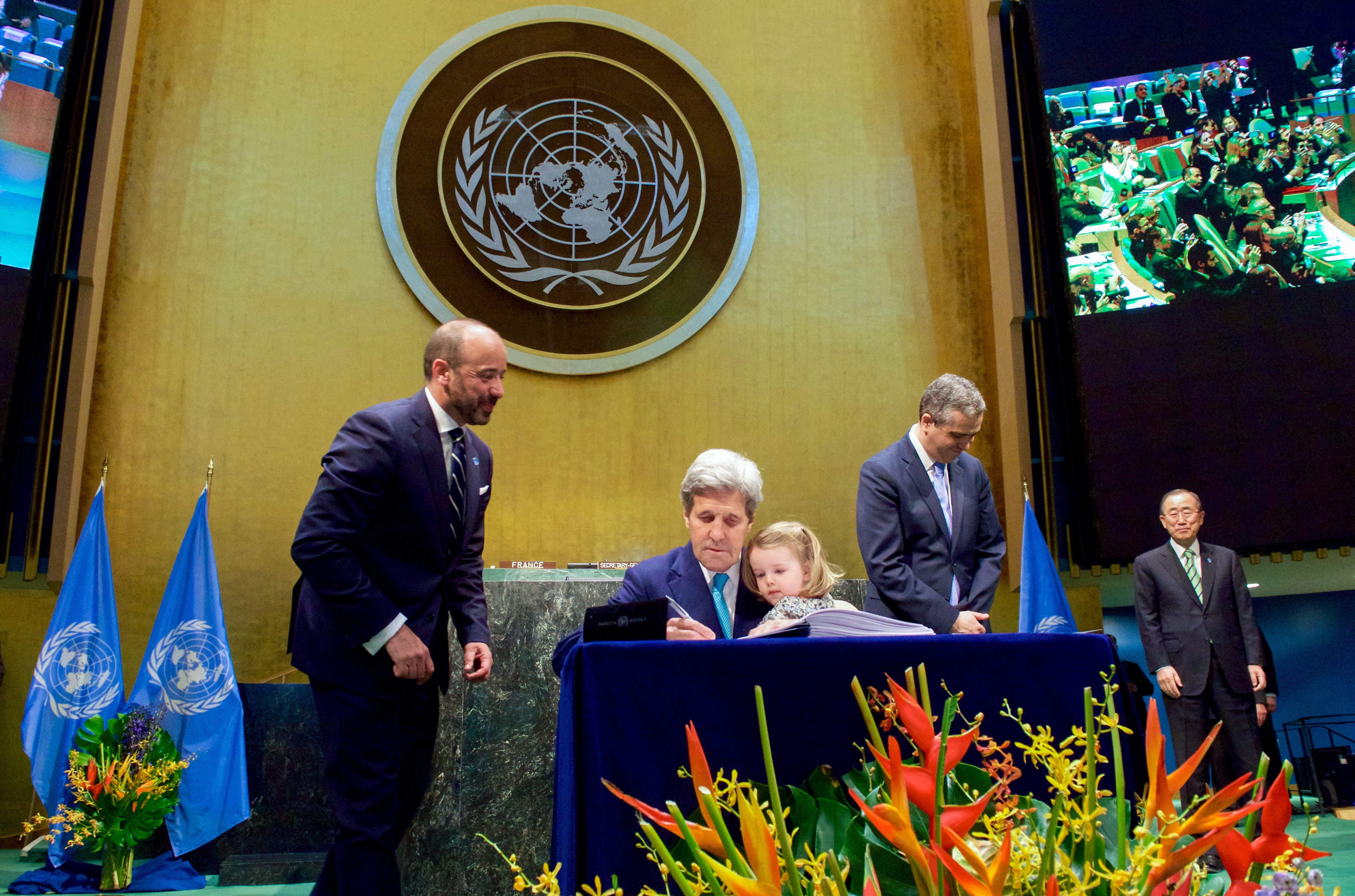
John Kerry thay mặt cho Hoa Kỳ ký Thỏa thuận Paris tại Đại Hội đồng Liên Hợp Quốc

Thỏa thuận có hiệu lực nếu 55 quốc gia chiếm ít nhất 55% lượng phát thải toàn cầu (theo một danh sách năm 2015) phê chuẩn hoặc tham gia thỏa thuận. Một bên cũng có thể chấp nhận, phê duyệt hoặc gia nhập thỏa thuận. Chấp nhận và phê duyệt thường là khi một quốc gia không cần quyết định của nguyên thủ quốc gia để tham gia một hiệp ước, trong khi gia nhập thường là khi một quốc gia tham gia một hiệp ước đã có hiệu lực. Sau khi được Liên minh Châu Âu phê chuẩn, thỏa thuận có đủ số bên tham gia để có hiệu lực vào ngày 4 tháng 11 năm 2016.
Liên minh châu Âu và các quốc gia thành viên đều phải tự phê chuẩn Thỏa thuận Paris. Có báo cáo là EU và các quốc gia thành viên ưu tiên phê chuẩn thỏa thuận cùng lúc để đảm bảo rằng mỗi bên không cam kết thực hiện các nghĩa vụ thuộc về bên kia. Các nhà quan sát đã lo ngại rằng sự bất đồng về trách nhiệm của mỗi quốc gia thành viên trong việc thực hiện mục tiêu giảm phát thải của toàn EU và việc Anh rời Liên minh châu Âu có thể làm chậm trễ việc phê chuẩn Thỏa thuận Paris. Ngày 5 tháng 10 năm 2016, EU cùng với bảy quốc gia thành viên gửi văn bản phê chuẩn.

## Quốc gia thành viên

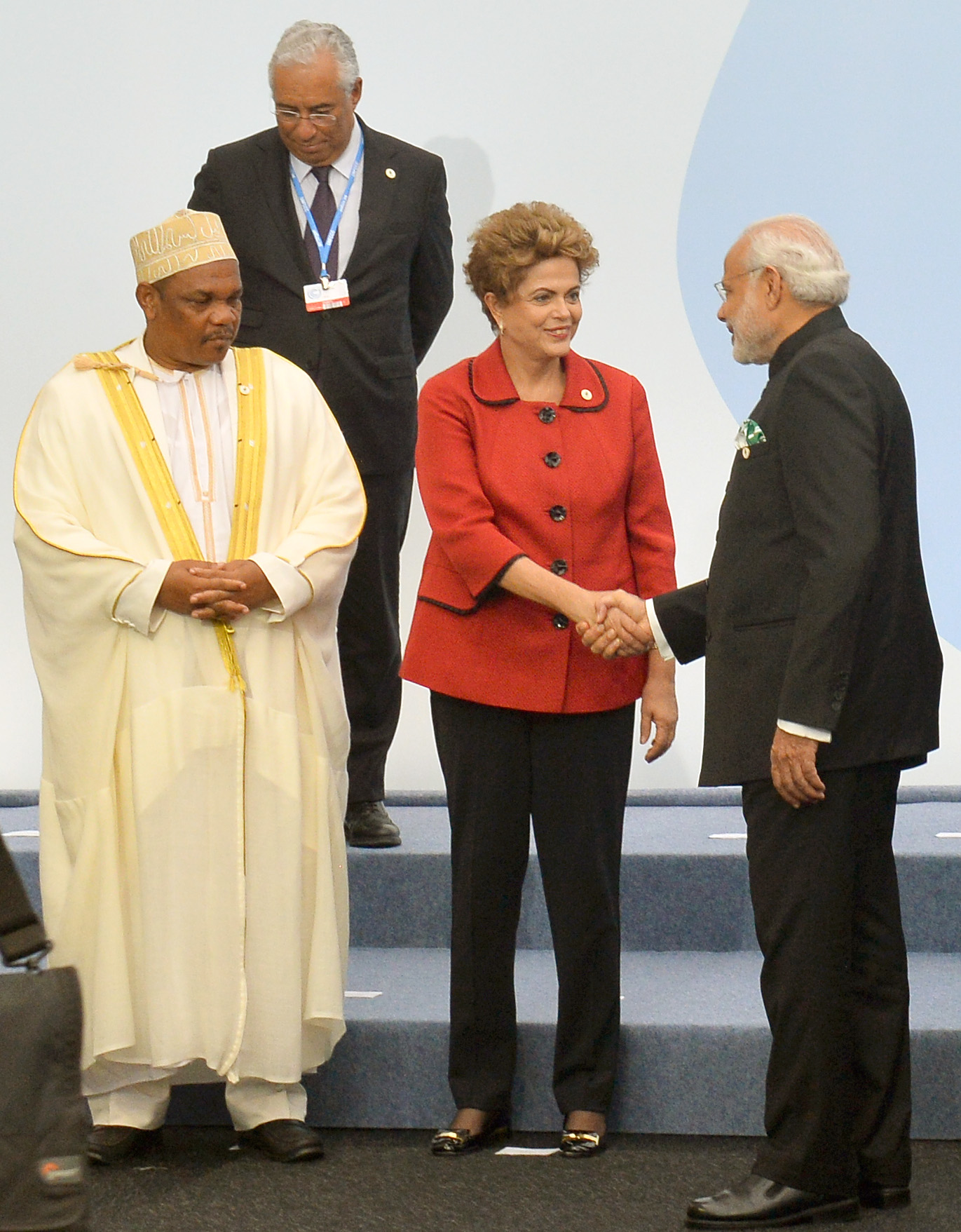
Thủ tướng Ấn Độ Narendra Modi chào Tổng thống Brasil Dilma Rousseff, đằng sau là Thủ tướng Bồ Đào Nha António Costa, tại Hội nghị Liên Hợp Quốc về Biến đổi Khí hậu 2015, ngày 30 tháng 11 năm 2015

### Quốc gia đã phê chuẩn hoặc gia nhập thỏa thuận
Liên minh châu Âu và 194 quốc gia chiếm tổng cộng hơn 98% lượng phát thải trên thế giới đã phê chuẩn hoặc tham gia Thỏa thuận Paris. Những quốc gia duy nhất chưa phê chuẩn thỏa thuận là một số quốc gia Trung Đông: Iran là quốc gia lớn nhất với 2% tổng lượng phát thải. Libya và Yemen cũng chưa phê chuẩn thỏa thuận. Eritrea là quốc gia gần đây nhất phê chuẩn Thỏa thuận Paris vào ngày 7 tháng 2 năm 2023.
Điều 28 cho phép một bên rút khỏi thỏa thuận bằng cách gửi thông báo bằng văn bản cho Người lưu chiểu sớm nhất là ba năm kể từ ngày khi thỏa thuận có hiệu lực đối với bên đó. Việc rút khỏi thỏa thuận có hiệu lực sau một năm tính từ ngày Người lưu chiểu nhận được thông báo.

### Hoa Kỳ rút khỏi và gia nhập lại Thỏa thuận Paris
Ngày 4 tháng 8 năm 2017, Tổng thống Hoa Kỳ Donald Trump gửi thông báo cho Liên Hợp Quốc rằng Hoa Kỳ, quốc gia phát thải lớn thứ hai sau Trung Quốc, sẽ rút khỏi Thỏa thuận Paris ngay khi đủ điều kiện để làm như vậy. Chính phủ Hoa Kỳ gửi thông báo chính thức cho Tổng Thư ký Liên Hợp Quốc vào ngày 4 tháng 11 năm 2019 và chính thức rút khỏi thỏa thuận vào ngày 4 tháng 11 năm 2020. Ngày 20 tháng 1 năm 2021, Tổng thống Joe Biden ký một sắc lệnh để Hoa Kỳ gia nhập lại Thỏa thuận Paris. Hoa Kỳ được chấp nhận gia nhập lại thỏa thuận sau thời hạn 30 ngày được quy định tại Điều 21.3 Đặc phái viên của Tổng thống Hoa Kỳ về khí hậu John Kerry nói rằng Hoa Kỳ sẽ giành lại được uy tín trong tiến trình Paris. Tổng Thư ký Liên Hợp Quốc António Guterres hoan nghênh quyết định của Hoa Kỳ là khôi phục "mắt xích còn thiếu đã làm suy yếu toàn bộ hệ thống".

## Nội dung

### Cấu trúc
Thỏa thuận Paris gồm một lời mở đầu dài 16 đoạn và 29 điều, quy định về thủ tục (ví dụ như điều kiện để có hiệu lực) và về tác dụng (ví dụ như giảm nhẹ, thích ứng với biến đổi khí hậu và tài chính khí hậu). Thỏa thuận là một thỏa thuận ràng buộc nhưng nhiều điều khoản không tạo ra nghĩa vụ hoặc nhằm tạo điều kiện thuận lợi cho sự hợp tác quốc tế. Thỏa thuận quy định về hầu hết các hoạt động phát thải khí nhà kính ngoại trừ hàng không và hàng hải quốc tế thuộc trách nhiệm của Tổ chức Hàng không Dân dụng Quốc tế và Tổ chức Hàng hải Quốc tế.
Thỏa thuận Paris được mô tả là có cách tiếp cận từ dưới lên vì cơ chế cam kết và rà soát cốt lõi của thỏa thuận cho phép các quốc gia tự đặt ra các NDC. Khác với Nghị định thư Kyoto đặt ra các mục tiêu có hiệu lực ràng buộc, Thỏa thuận Paris nhấn mạnh việc xây dựng sự đồng thuận. Các mục tiêu về khí hậu được khuyến khích thay vì bị ràng buộc. Chỉ có quy trình báo cáo và rà soát việc thực hiện các mục tiêu mới có hiệu lực ràng buộc về luật quốc tế. Đối với Hoa Kỳ thì cấu trúc này cho phép Hoa Kỳ không phải phê chuẩn thỏa thuận mà vẫn gia nhập được: thỏa thuận không có hiệu lực ràng buộc về mục tiêu giảm nhẹ hay tài chính khí hậu nên được coi là một thỏa thuận hành chính chứ không phải là một điều ước quốc tế và UNFCCC đã được Thượng viện Hoa Kỳ phê chuẩn vào năm 1992.
Một điểm khác biệt quan trọng khác giữa Thỏa thuận Paris và Nghị định thư Kyoto là phạm vi áp dụng. Nghị định thư Kyoto phân biệt giữa Phụ lục I, gồm những quốc gia giàu có, có trách nhiệm lịch sử đối với biến đổi khí hậu, và những quốc gia không thuộc Phụ lục I, nhưng Thỏa thuận Paris yêu cầu tất cả các bên đều phải đệ trình kế hoạch giảm phát thải. Thỏa thuận Paris vẫn nhấn mạnh nguyên tắc trách nhiệm chung nhưng có phân biệt và phù hợp với năng lực, thừa nhận rằng các quốc gia có năng lực và trách nhiệm khác nhau đối với ứng phó với biến đổi khí hậu, nhưng không phân biệt cụ thể giữa các quốc gia phát triển và đang phát triển.

### Đóng góp do quốc gia tự quyết định

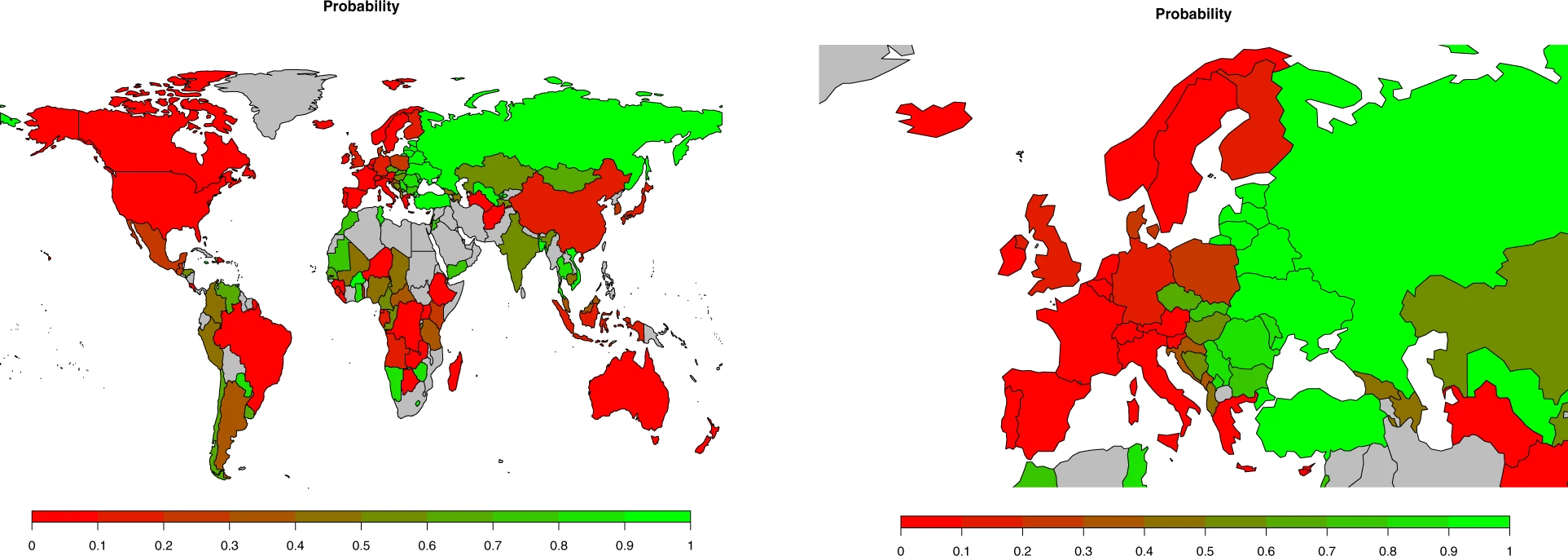
Xác suất các quốc gia thực hiện đóng góp do quốc gia tự quyết định theo Thỏa thuận Paris tính đến năm 2021

Mỗi quốc gia tự quyết định mức đóng góp mà họ cần thực hiện để đạt được mục tiêu của thỏa thuận, được gọi là đóng góp do quốc gia tự quyết định (NDC). Điều 3 quy định các NDC phải là "các nỗ lực tham vọng" nhằm "đạt được mục tiêu của Thỏa thuận này" và "thể hiện sự tiến triển theo thời gian". Sự tiến triển có nghĩa là mỗi NDC tiếp theo phải lớn hơn NDC hiện tại. NDC phải được thiết lập theo định kỳ năm năm một lần và được lưu giữ tại Ban Thư ký UNFCCC. Các quốc gia có thể hợp tác trong việc thực hiện NDC. NDC dự kiến được một quốc gia cam kết tại Hội nghị Liên Hợp Quốc về Biến đổi khí hậu năm 2015 được chuyển đổi thành NDC khi quốc gia đó phê chuẩn Thỏa thuận Paris, trừ khi họ gửi thông báo cập nhật.
Thỏa thuận Paris không quy định chi tiết về NDC. NDC phải có cam kết giảm nhẹ nhưng cũng có thể có các cam kết về thích ứng với biến đổi khí hậu, tài chính, chuyển giao công nghệ, tăng cường năng lực và minh bạch. Một số cam kết trong NDC là vô điều kiện nhưng một số cam kết khác phụ thuộc vào những yếu tố bên ngoài như hỗ trợ tài chính và kỹ thuật, tham vọng từ những bên khác hoặc chi tiết về những quy tắc của Thỏa thuận Paris chưa được quy định. Hầu hết các NDC đều có thành phần có điều kiện.
Tuy nhiên, Thỏa thuận Paris quy định các thủ tục, quy trình liên quan đến NDC, bao gồm việc chuẩn bị, thông báo và duy trì các NDC, đặt ra một NDC mới theo định kỳ năm năm một lần và cung cấp thông tin về việc thực hiện NDC. Không có cơ chế nào buộc một quốc gia phải đặt ra NDC trước một thời hạn cụ thể hoặc phải đáp ứng NDC của họ mà chỉ có một cơ chế "nêu tên và khuyến khích" các quốc gia theo János Pásztor, cựu trợ lý tổng thư ký Liên Hợp Quốc về biến đổi khí hậu.

### Đánh giá nỗ lực toàn cầu
Thỏa thuận Paris quy định các quốc gia phải tăng NDC của mình mỗi năm năm. Để tạo điều kiện thuận lợi cho việc này, thỏa thuận quy định các quốc gia phải định kỳ đánh giá nỗ lực thực hiện thỏa thuận, được gọi là đánh giá nỗ lực toàn cầu. Kết quả của đánh giá nỗ lực toàn cầu được sử dụng làm đầu vào cho các NDC mới của các bên. Đánh giá nỗ lực toàn cầu đầu tiên được tiến hành vào năm 2023. Đối thoại Talanoa năm 2018 là ví dụ của đánh giá nỗ lực toàn cầu. Sau một năm thảo luận, một báo cáo được công bố, kêu gọi hành động nhưng các quốc gia đã không tăng NDC.
Cơ chế đánh giá nỗ lực toàn cầu của Thỏa thuận Paris có mục đích tăng cường tham vọng giảm phát thải. Năm 2014, giới phân tích nhận định rằng các NDC hiện tại sẽ không hạn chế nhiệt độ tăng xuống dưới 2 °C. Cơ chế đánh giá nỗ lực toàn cầu yêu cầu các bên phải định kỳ đưa ra NDC mới phản ánh "tham vọng cao nhất có thể" của các quốc gia. Cơ chế đánh giá nỗ lực toàn cầu cũng xem xét những nỗ lực khác ngoài giảm nhẹ như thích ứng, tài chính khí hậu và phát triển, chuyển giao công nghệ.

### Giảm nhẹ và thị trường carbon
Điều 6 được đánh giá là có những điều khoản chính của Thỏa thuận Paris. Nói chung, Điều 6 quy định các phương thức hợp tác mà các bên có thể tham gia để thực hiện NDC và thiết lập một khuôn khổ cho thị trường carbon toàn cầu. Tuy nhiên, vấn đề thực hiện Điều 6 không được giải quyết tại hội nghị; Hội nghị Liên Hợp Quốc về biến đổi khí hậu năm 2019 cũng không mang lại kết quả. Hội nghị thượng đỉnh về biến đổi khí hậu của Liên Hợp Quốc năm 2021 thiết lập một cơ chế "điều chỉnh tương ứng" để đảm bảo không tính trùng trong việc thực hiện NDC.

#### Liên kết các hệ thống mua bán phát thải carbon và trao đổi quốc tế các kết quả giảm nhẹ
Đoạn 2 và 3 Điều 6 thiết lập một khuôn khổ để quản lý việc sử dụng trao đổi quốc tế các kết quả giảm nhẹ (ITMO). Thỏa thuận Paris thừa nhận các bên có thể sử dụng lượng giảm phát thải của những quốc gia khác trong NDC. Các hệ thống mua bán phát thải carbon phải được "liên kết" để tránh "tính trùng", tức là giao dịch giảm phát thải phải được ghi nhận là tăng phát thải cho một bên và giảm phát thải cho bên kia, được là "điều chỉnh tương ứng". NDC và chương trình giao dịch carbon của mỗi quốc gia là khác nhau nên các ITMO sẽ cung cấp một định dạng liên kết toàn cầu dưới sự bảo trợ của UNFCCC. Điều khoản này cũng khuyến khích các quốc gia thiết lập một hệ thống quản lý, theo dõi phát thải nếu muốn sử dụng các phương thức hợp tác chi phí thấp để thực hiện NDC.
Hiện tại, Thụy Sĩ là quốc gia duy nhất đã ký những thỏa thuận IMTO với Peru, Ghana, Sénégal, Gruzia, Dominica, Vanuatu, Thái Lan và Ukraina.
| Quốc gia | Ngày ký              | Nguồn  |
| -------- | -------------------- | ------ |
| Peru     | 20 tháng 10 năm 2020 | [ 81 ] |
| Ghana    | 23 tháng 11 năm 2020 | [ 82 ] |
| Sénégal  | 6 tháng 7 năm 2021   | [ 83 ] |
| Gruzia   | 18 tháng 10 năm 2021 | [ 84 ] |
| Dominica | 11 tháng 11 năm 2021 | [ 85 ] |
| Vanuatu  | 11 tháng 11 năm 2021 | [ 85 ] |
| Thái Lan | 24 tháng 6 năm 2022  | [ 85 ] |
| Ukraina  | 4 tháng 7 năm 2022   | [ 85 ] |

#### Cơ chế phát triển bền vững
Đoạn 4–7 Điều 6 thiết lập một cơ chế "đóng góp giảm phát thải khí nhà kính và hỗ trợ phát triển bền vững", thường được gọi là Cơ chế phát triển bền vững (SDM). SDM được coi là sự kế thừa Cơ chế phát triển sạch, một cơ chế được thiết lập theo Nghị định thư Kyoto cho phép các bên phối hợp với nhau để thực hiện mục tiêu giảm phát thải.
SDM phần lớn giống với Cơ chế phát triển sạch với hai mục tiêu là góp phần giảm phát thải khí nhà kính toàn cầu và hỗ trợ phát triển bền vững. Tuy quy tắc, phương thức và thủ tục cho SDM vẫn chưa được thông qua nhưng SDM có một số điểm khác biệt so với Cơ chế phát triển sạch. Một điểm khác biệt chính là SDM có thể được tất cả các bên sử dụng chứ không chỉ các bên Phụ lục I Nghị định thư Kyoto.
Cơ chế phát triển sạch đã bị chỉ trích vì không tạo ra được sự giảm phát thải hiệu quả hoặc sự phát triển bền vững trong hầu hết các trường hợp và vì tính phức tạp. Việc thực hiện SDM có thể sẽ gặp khó khăn.

### Thích ứng với biến đổi khí hậu
Thích ứng với biến đổi khí hậu được chú trọng hơn trong Thỏa thuận Paris so với những hiệp ước khí hậu trước đây. Thỏa thuận quy định các mục tiêu thích ứng tập thể, dài hạn và yêu cầu các quốc gia phải báo cáo về các hành động thích ứng song song với việc giảm nhẹ. Các mục tiêu thích ứng với biến đổi khí hậu tập trung vào việc tăng cường năng lực thích ứng, thích nghi khí hậu và hạn chế tình trạng dễ bị tổn thương.

## Thực hiện
Thỏa thuận Paris được thực hiện thông qua chính sách của các quốc gia. Phải cải thiện bảo tồn năng lượng để giảm cường độ sử dụng năng lượng của nền kinh tế toàn cầu, cắt giảm việc đốt nhiên liệu hóa thạch và tăng nhanh tỷ trọng năng lượng bền vững. Phát thải đang giảm nhanh chóng trong ngành điện nhưng không giảm trong ngành xây dựng, giao thông và sưởi ấm. Đối với những ngành công nghiệp khó khử cacbon, có thể phải tiến hành loại bỏ carbon dioxide để đạt được phát thải ròng bằng 0. Trong báo cáo năm 2022, Ủy ban Liên chính phủ về Biến đổi Khí hậu thúc đẩy việc đổi mới, phát triển công nghệ kết hợp với thay đổi hành vi tiêu dùng và sản xuất để đạt được các mục tiêu của Thỏa thuận Paris.
Để đạt được mức ấm lên toàn cầu dưới 1,5 °C, lượng phát thải phải được cắt giảm khoảng 50% trước năm 2030 thông qua các NDC của các quốc gia. Đến giữa thế kỷ 21, lượng phát thải CO2 phải được cắt giảm xuống 0 và tổng lượng phát thải khí nhà kính ròng phải đạt 0 ngay sau giữa thế kỷ 21.
Việc thực hiện thỏa thuận Paris có những rào cản. Một số quốc gia gặp khó khăn trong việc huy động vốn để đầu tư vào quá trình khử cacbon. Tài chính khí hậu bị phân mảnh, làm hoạt động đầu tư thêm phức tạp. Các chính phủ và những tổ chức khác thiếu năng lực để thực hiện chính sách. Công nghệ và kiến thức sạch thường không được chuyển giao đến những quốc gia hoặc địa điểm có nhu cầu. Tháng 12 năm 2020, Laurent Fabius, cựu chủ tịch Hội nghị COP 21, cho rằng có thể thúc đẩy việc thực hiện Thỏa thuận Paris bằng cách thông qua một công ước toàn cầu về môi trường để xác định các quyền và nghĩa vụ về môi trường của các quốc gia, cá nhân và doanh nghiệp.

## Các chủ đề được quan tâm

### Hiệu quả

Các kịch bản phát thải toàn cầu. Nếu tất cả các quốc gia đều thực hiện cam kết hiện tại theo Thỏa thuận Paris, mức độ ấm lên trung bình vào năm 2100 vẫn sẽ vượt quá mục tiêu tối đa 2°C mà thỏa thuận đặt ra.

Hiệu quả của Thỏa thuận Paris là một chủ đề tranh luận, một phần là vì nhiều điều khoản của thỏa thuận vẫn chưa được làm rõ. Hầu hết các chuyên gia nhận định rằng thỏa thuận không đủ để giữ mức ấm lên toàn cầu dưới 1,5 °C. Năm 2020, Chương trình Môi trường Liên Hợp Quốc (UNEP) nhận xét rằng nhiệt độ trung bình toàn cầu có khả năng sẽ tăng hơn 3 °C vào cuối thế kỷ 21 với các cam kết về khí hậu hiện tại của Thỏa thuận Paris. Kể từ đó, những cam kết phát thải ròng bằng 0 mới hơn đã được bổ sung vào các NDC và có thể làm giảm mức tăng nhiệt độ thêm 0,5 °C.
Để đạt được mục tiêu của Thỏa thuận Paris, các quốc gia phải có các biện pháp giảm thiểu biến đổi khí hậu nhanh hơn và tốn kém hơn. Ngoài ra, việc thực hiện đầy đủ các cam kết hiện tại sẽ giảm phát thải một phần ba so với kịch bản duy trì các chính sách hiện tại. Hai nghiên cứu trên tạp chí Nature cho thấy tính đến năm 2017, không có quốc gia công nghiệp lớn nào thực hiện các chính sách đã cam kết, không có quốc gia nào đạt được mục tiêu giảm phát thải đã cam kết và ngay cả khi tất cả các quốc gia đạt được mục tiêu giảm phát thải (tính đến năm 2016), nhiệt độ toàn cầu vẫn sẽ vượt quá 2 °C.
Năm 2021, một nghiên cứu sử dụng mô phỏng ngẫu nhiên kết luận rằng tốc độ giảm phát thải phải tăng 80% so với các NDC hiện tại để có thể đạt được mức trần tăng 2 °C của Thỏa thuận Paris và khả năng các quốc gia phát thải lớn thực hiện NDC mà không cần tăng mức giảm phát thải như vậy là rất thấp. Nếu xu hướng hiện tại tiếp tục, khả năng đạt được mức trần nhiệt độ 2 °C là 5%, nếu tất cả các quốc gia thực hiện NDC và tiếp tục sau năm 2030 thì là 26%.
Tính đến  năm 2020, có rất ít nghiên cứu khoa học về hiệu quả của Thỏa thuận Paris trong việc tăng cường năng lực và thích ứng với biến đổi khí hậu tuy hai chủ đề được đề cập nổi bật trong thỏa thuận. Những nghiên cứu hiện tại hầu hết không có kết luận về tổn thất và thiệt hại và thích ứng với biến đổi khí hậu.
Theo báo cáo đánh giá nỗ lực toàn cầu, Thỏa thuận Paris đã có tác động đáng kể: năm 2010, nhiệt độ vào năm 2100 dự kiến tăng 3,7–4,8 °C nhưng tại COP27, nhiệt độ dự kiến tăng 2,4–2,6 °C và nếu tất cả các quốc gia thực hiện các cam kết dài hạn thì nhiệt độ dự kiến chỉ tăng 1,7–2,1 °C. Tuy nhiên, để đạt được mục tiêu hạn chế mức tăng nhiệt độ ở 1,5 °C thì lượng thải phải toàn cầu phải đạt đỉnh vào năm 2025.

### Đáp ứng các yêu cầu

Từ năm 2000, lượng phát thải của Trung Quốc và những quốc gia khác trên thế giới đã vượt qua lượng phát thải của Hoa Kỳ và châu Âu.

Lượng phát thải bình quân đầu người của Hoa Kỳ cao hơn so với những khu vực khác.

Tháng 9 năm 2021, dự án Climate Action Tracker công bố báo cáo ước tính rằng với các chính sách hiện tại, phát thải toàn cầu sẽ tăng 20-23 Gt CO2 tương đương so với mục tiêu năm 2030. Báo cáo chỉ trích nhiều quốc gia vì không đáp ứng các yêu cầu của thỏa thuận, chỉ có Gambia đạt mức phát thải theo yêu cầu của Thỏa thuận Paris. Thế giới có khả năng tăng nhiệt độ toàn cầu thêm 4 °C nếu các chính sách hiện tại tiếp tục được thực hiện. Các mô hình dự đoán rằng nếu không thực hiện các biện pháp cần thiết vào mùa thu năm 2021 thì nhiệt độ trung bình toàn cầu sẽ tăng 2,9 °C, nếu thực hiện các cam kết theo Thỏa thuận Paris thì nhiệt độ trung bình sẽ tăng 2,4 °C, nếu đạt được phát thải bằng 0 thì nhiệt độ trung bình sẽ tăng 2,0 °C.
Báo cáo Production Gap 2021 nêu rằng thế giới vẫn có kế hoạch sản xuất thêm 110% nhiên liệu hóa thạch vào năm 2030 (bao gồm thêm 240% than, 57% dầu và 71% khí đốt) so với giới hạn để đạt được mục tiêu 1,5 °C.
Tháng 9 năm 2023, báo cáo đánh giá nỗ lực toàn cầu đầu tiên được công bố. Trái ngược với dự đoán, Thỏa thuận Paris đã có tác động đáng kể: vào năm 2010, nhiệt độ dự kiến tăng 3,7–4,8 °C vào năm 2100, tại COP27, nhiệt độ dự kiến tăng 2,4–2,6 °C và nếu tất cả các quốc gia thực hiện các cam kết dài hạn của mình thì nhiệt độ dự kiến tăng 1,7–2,1 °C. Tuy nhiên, để đạt được mục tiêu ấm lên toàn cầu dưới 1,5 °C, phát thải toàn cầu phải đạt đỉnh vào năm 2025, mặc dù phát thải đã đạt đỉnh ở một số quốc gia.

### Đảm bảo tài chính

Cam kết đóng góp vào Quỹ Khí hậu xanh vào năm 2018. Những con số là mức đóng góp mỗi năm.

Các nước phát triển tái khẳng định cam kết huy động 100 tỷ đô la Mỹ một năm cho tài chính khí hậu vào năm 2020 và đồng ý tiếp tục huy động tài chính ở mức này cho đến năm 2025. Số tiền này được dùng để hỗ trợ giảm nhẹ và thích ứng với biến đổi khí hậu ở các nước đang phát triển. bao gồm tài trợ cho Quỹ Khí hậu xanh, một phần của UNFCCC, và những cam kết công, tư khác. Thỏa thuận Paris nêu rõ rằng các nước phải đạt được cam kết mới huy động ít nhất 100 tỷ đô la Mỹ mỗi năm trước năm 2025.
Thích ứng với biến đổi khí hậu thường huy động ít vốn tư nhân hơn so với giảm thiểu biến đổi khí hậu. Một báo cáo của Tổ chức Hợp tác và Phát triển Kinh tế cho thấy từ năm 2013 đến năm 2014, 16% vốn khí hậu toàn cầu được đầu tư vào thích ứng với biến đổi khí hậu so với 77% vào giảm thiểu biến đổi khí hậu. Thỏa thuận Paris kêu gọi đầu tư cân bằng giữa thích ứng và giảm thiểu biến đổi khí hậu và là tăng cường hỗ trợ thích ứng cho những quốc gia dễ bị tổn thương nhất trước tác động của biến đổi khí hậu như các nước kém phát triển nhất và các quốc đảo nhỏ đang phát triển. Thỏa thuận cũng nhấn mạnh tầm quan trọng của đầu tư công trong việc tài trợ các biện pháp thích ứng với biến đổi khí hậu.
Năm 2015, 20 ngân hàng phát triển đa phương và các thành viên Câu lạc bộ Tài chính Phát triển Quốc tế công bố năm nguyên tắc để duy trì hành động ứng phó với biến đổi khí hậu trong hoạt động khoản đầu tư: cam kết thực hiện các chiến lược ứng phó với biến đổi khí hậu, quản lý rủi ro về biến đổi khí hậu, thúc đẩy các mục tiêu ứng phó thông minh với biến đổi khí hậu, cải thiện hiệu quả ứng phó với biến đổi khí hậu và chịu trách nhiệm về các hành động của chính họ. Tính đến tháng 1 năm 2020, có 44 thành viên tuân thủ các nguyên tắc này.
Một số kết quả của sự nhấn mạnh thích ứng với biến đổi khí hậu trong Thỏa thuận Paris bao gồm việc các nước G7 tài trợ 420 triệu đô la Mỹ cho bảo hiểm rủi ro khí hậu và việc thành lập Sáng kiến Hệ thống cảnh báo sớm và rủi ro khí hậu. Hoa Kỳ, Anh, Nhật Bản, Đức, Pháp và Thụy Điển là những quốc gia tài trợ lớn nhất cho các quỹ khí hậu đa phương, bao gồm Quỹ Khí hậu xanh.

### Tổn thất và thiệt hại
Thỏa thuận Paris công nhận tổn thất và thiệt hại do các tác động xấu của biến đổi khí hậu ngay cả trong trường hợp thích ứng tối ưu với biến đổi khí hậu. Tổn thất và thiệt hại bắt nguồn từ thời tiết cực đoan hoặc từ các sự kiện diễn ra chậm như các đảo thấp mất đất do mực nước biển dâng. Những thỏa thuận về khí hậu trước đây quy định tổn thất và thiệt hại là một phần của thích ứng với biến đổi khí hậu.
Việc quy định tổn thất và thiệt hại như một vấn đề riêng biệt vào Thỏa thuận Paris là kết quả của sự vận động của Liên minh các quốc đảo nhỏ và các nước kém phát triển nhất, những quốc gia dễ bị biến đổi khí hậu tác động. Hoa Kỳ phản đối tách riêng tổn thất và thiệt hại với thích ứng, cho rằng điều này sẽ tạo ra một điều khoản tài chính khí hậu khác. Trước đó, Cơ chế Warszawa năm 2013 phân loại tổn thất và thiệt hại là một phần của thích ứng nhưng bị nhiều quốc gia phản đối. Sau cùng, Thỏa thuận Paris quy định "ngăn ngừa, giảm thiểu và giải quyết tổn thất và thiệt hại" nhưng nêu rõ rằng nó không phải là cơ sở truy cứu trách nhiệm pháp lý. Thỏa thuận Paris thành lập Cơ chế Warszawa như một tổ chức có nhiệm vụ giải quyết các vấn đề về cách phân loại, giải quyết và chia sẻ trách nhiệm đối với tổn thất và thiệt hại.

### Minh bạch
Các bên tham gia thỏa thuận phải chịu rà soát kỹ thuật về việc thực hiện NDC và tăng cường tham vọng. Điều 13 của Thỏa thuận Paris thiết lập một "khuôn khổ tăng cường minh bạch về hành động và về hỗ trợ" gồm các yêu cầu đánh giá, báo cáo và kiểm chứng hài hòa. Các quốc gia phát triển và đang phát triển đều phải báo cáo theo định kỳ hai năm một lần về những nỗ lực giảm nhẹ của mình và tất cả các bên phải chịu rà soát kỹ thuật và rà soát quốc tế.
Khuôn khổ tăng cường minh bạch của Thỏa thuận Paris mang tính phổ quát nhưng cũng cung cấp "sự linh hoạt" khi xem xét khả năng khác nhau của các nước phát triển và đang phát triển. Thỏa thuận Paris xem xét bối cảnh đặc biệt của các quốc gia và lưu ý rằng việc rà soát kỹ thuật đối với mỗi quốc gia sẽ xem xét năng lực báo cáo của quốc gia đó. Các bên tham gia Thỏa thuận Paris gửi Báo cáo minh bạch hai năm một lần (BTR) và báo cáo kiểm kê phát thải đầu tiên tới UNFCCC vào năm 2024 và cứ hai năm một lần sau đó, còn các nước phát triển gửi BTR đầu tiên vào năm 2022 và báo cáo kiểm kê phát thải mỗi năm sau đó. Thỏa thuận Paris cũng thành lập Sáng kiến tăng cường năng lực về minh bạch để hỗ trợ các nước đang phát triển xây dựng thiết chế xã hội và quy trình cần thiết để tuân thủ các quy định của Thỏa thuận Paris.

### Kiện tụng
Thỏa thuận Paris là trọng tâm của các vụ kiện về biến đổi khí hậu. Một trong những vụ kiện lớn đầu tiên về biến đổi khí hậu là vụ Nhà nước Hà Lan tranh kiện pháp lý với Tổ chức Urgenda, trong đó chính phủ Hà Lan bị khởi kiện vì giảm mục tiêu giảm phát thải theo kế hoạch cho năm 2030 trước Thỏa thuận Paris. Năm 2015, tòa án sơ thẩm xử chính phủ thua kiện và yêu cầu chính phủ phải duy trì mục tiêu giảm phát thải. Chính phủ kháng cáo quyết định của tòa án sơ thẩm lên Tòa án tối cao Hà Lan. Năm 2019, Tòa án tối cao phán quyết rằng chính phủ Hà Lan đã vi phạm quyền con người theo luật pháp Hà Lan và Công ước châu Âu về Nhân quyền khi hạ thấp mục tiêu phát thải của mình. Quyết định của Tòa án tối cao viện dẫn mục tiêu tăng nhiệt độ dưới 2 °C của Thỏa thuận Paris. Tại Đức, các mục tiêu của Thỏa thuận Paris được nội luật hóa và cũng được viện dẫn trong vụ Neubauer et al. v. Đức, trong đó tòa án ra lệnh cho Đức xem xét lại các mục tiêu về khí hậu của mình.
Tháng 5 năm 2021, tòa án sơ thẩm Den Haag phán quyết rằng công ty dầu mỏ Shell phải cắt giảm 45% lượng phát thải toàn cầu so với mức năm 2019 trước năm 2030 vì điều này vi phạm nhân quyền. Vụ kiện này được coi là lần đầu tiên Thỏa thuận Paris được áp dụng đối với một tập đoàn lớn.

### Nhân quyền
Ngày 4 tháng 7 năm 2022, Tòa án Liên bang Tối cao Brasil công nhận Thỏa thuận Paris là một "hiệp ước nhân quyền", có hiệu lực cao hơn luật quốc gia. Trong cùng tháng, Hội đồng Nhân quyền Liên Hợp Quốc thông qua mà không  biểu quyết một nghị quyết về nhân quyền và biến đổi khí hậu, kêu gọi phê chuẩn, thực thi Thỏa thuận Paris và nhấn mạnh mối liên hệ giữa việc ngăn chặn biến đổi khí hậu và quyền có lương thực.
Văn phòng Cao ủy Nhân quyền Liên Hợp Quốc đã chính thức công nhận rằng "biến đổi khí hậu đe dọa đến việc hưởng thụ một loạt các quyền con người bao gồm quyền sống, quyền tiếp cận nước sạch và vệ sinh, quyền có lương thực, quyền sức khỏe, quyền có nhà ở, quyền tự quyết, quyền văn hóa và phát triển."

## Phản ứng
Tổng thống Pháp François Hollande, Tổng Thư ký Liên Hợp Quốc Ban Ki-moon và Tổng Thư ký điều hành UNFCCC Christiana Figueres ca ngợi Thỏa thuận Paris. Tổng thống Brasil Dilma Rousseff gọi thỏa thuận là "cân bằng và lâu dài". Thủ tướng Ấn Độ Narendra Modi khen ngợi tính công lý khí hậu của thỏa thuận. Khi thỏa thuận được đủ số quốc gia phê chuẩn vào tháng 10 năm 2016, Tổng thống Hoa Kỳ Barack Obama nói rằng "Ngay cả khi chúng ta đạt được mọi mục tiêu, chúng ta cũng chỉ mới đi được một phần của quãng đường" và tuyên bố "thỏa thuận này sẽ giúp trì hoãn hoặc ngăn ngừa những tác động xấu nhất của biến đổi khí hậu [và] sẽ giúp những quốc gia khác giảm lượng khí thải theo thời gian".
Một số nhà bảo vệ môi trường và nhà phân tích phản ứng thận trọng, thừa nhận "tinh thần của Thỏa thuận Paris" trong việc đoàn kết các quốc gia nhưng không lạc quan về tốc độ giảm thiểu biến đổi khí hậu và lợi ích của thỏa thuận đối với các quốc gia nghèo. James Hansen, một nhà khoa học từng làm việc tại NASA và là chuyên gia hàng đầu về biến đổi khí hậu, chỉ trích Thỏa thuận Paris là chỉ toàn những "lời hứa" hoặc mục tiêu chứ không phải cam kết và gọi các cuộc đàm phán ở Paris là bịp bợm, "chỉ nói mà không làm".